# Будинок Миколи Сікори
Будинок Миколи Сікори  (місто Хмельницький, вулиця Пилипчука, 1) — житловий будинок кінця XIX століття. Одним з квартинонаймачів був останній міський голова міста Проскурова М. В. Сікора. Нині — одне з приміщень Хмельницького міськрайонного суду. Пам'ятка архітектури місцевого значення.

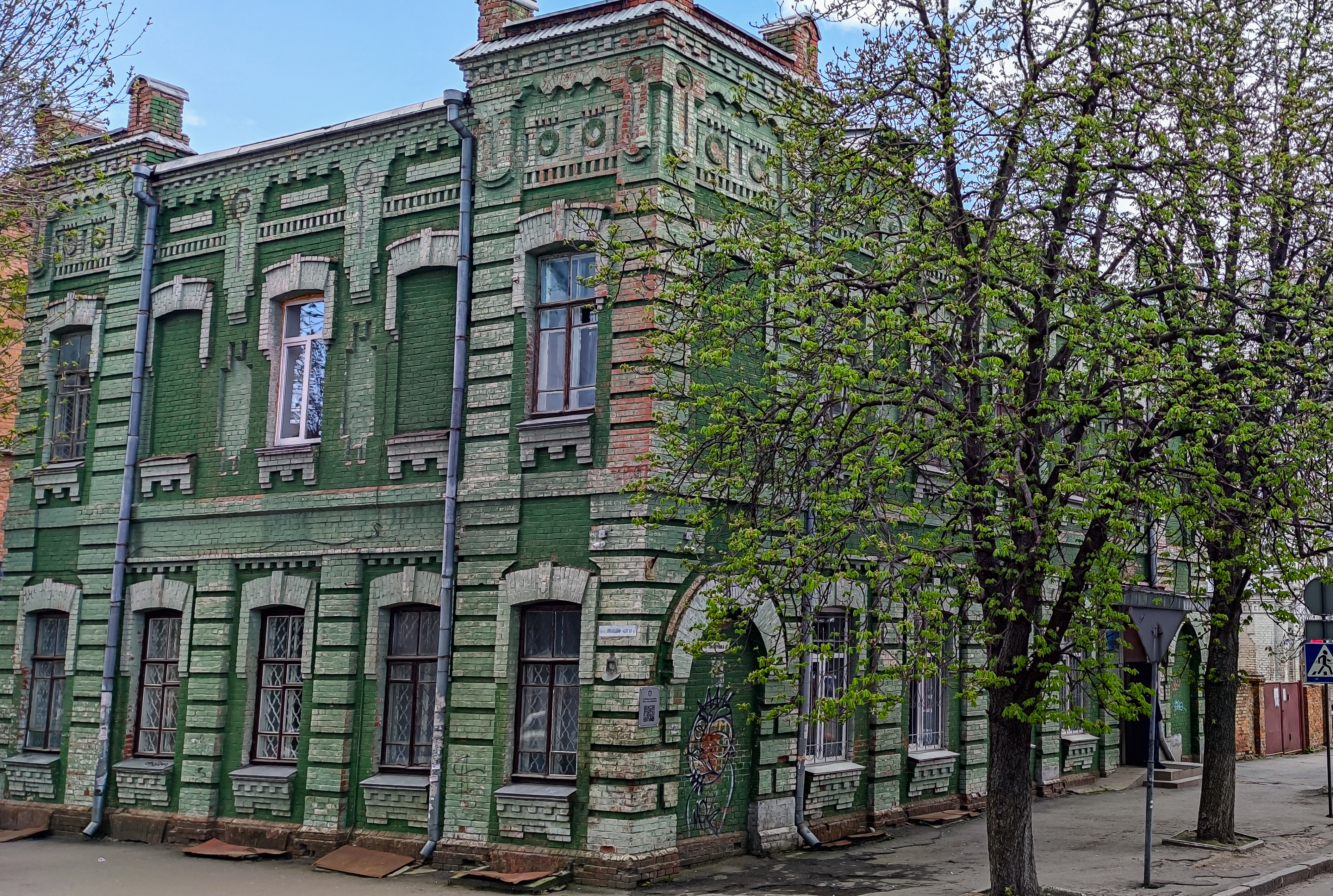
Особняк, де відбувся об'єднаний пленум Проскурівської і Гречанської організацій КП(б)У (мур.), Хмельницький, вул. Пилипчука, 1

## Історія

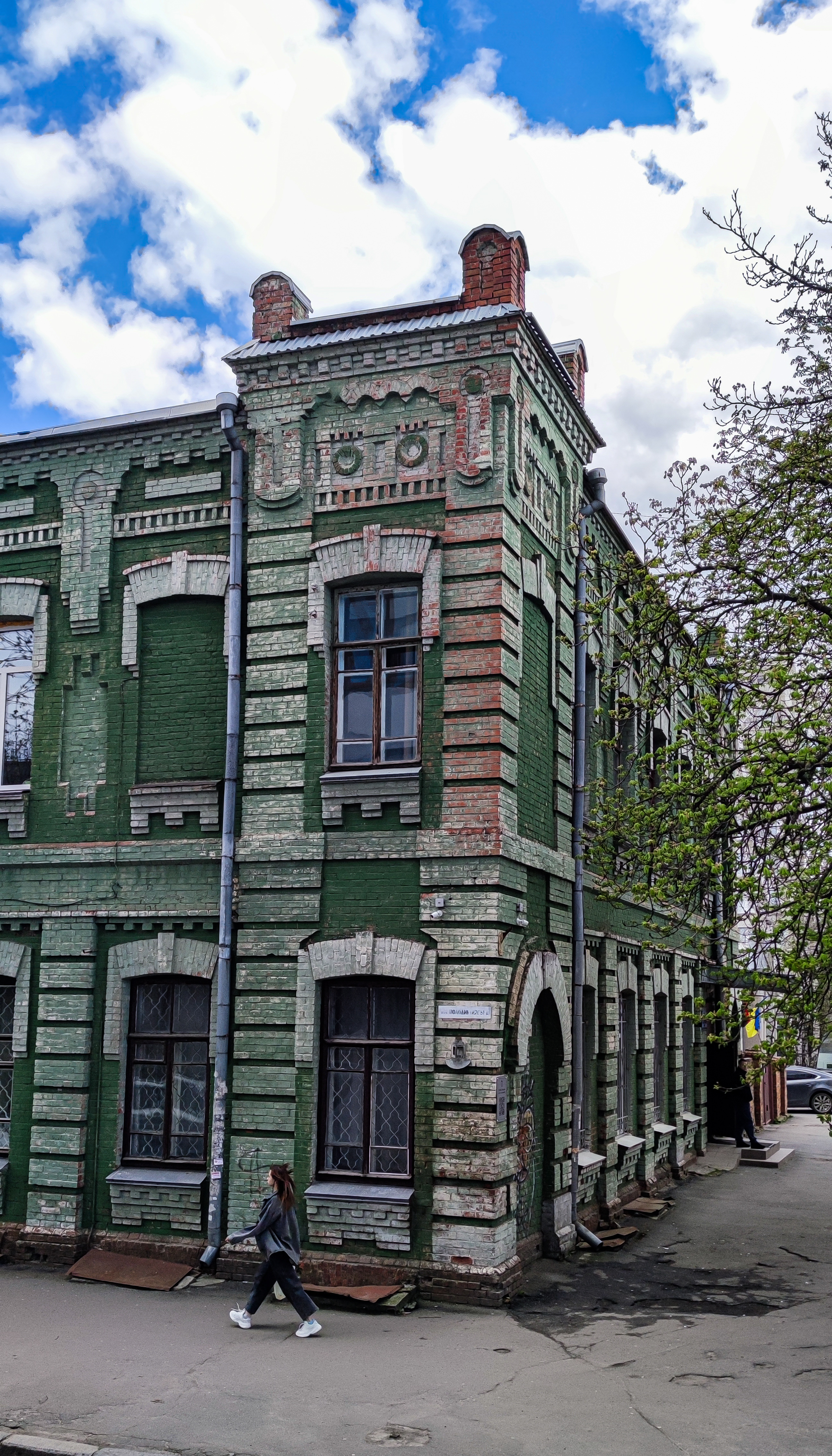
Особняк, де відбувся об'єднаний пленум Проскурівської і Гречанської організацій КП(б)У (мур.), Хмельницький, вул. Пилипчука, 1

Споруджений у 1897 р. як прибутковий будинок. Домовласник здавав перший поверх єврейському училищу, а другий «під квартири». Одним із квартиронаймачів був Микола Вікентійович Сікора (1862—1921) — шановна на поч. ХХ ст. у місті людина, якому довелося стати останнім у дорадянській історії Проскурова міським головою.

## Архітектура

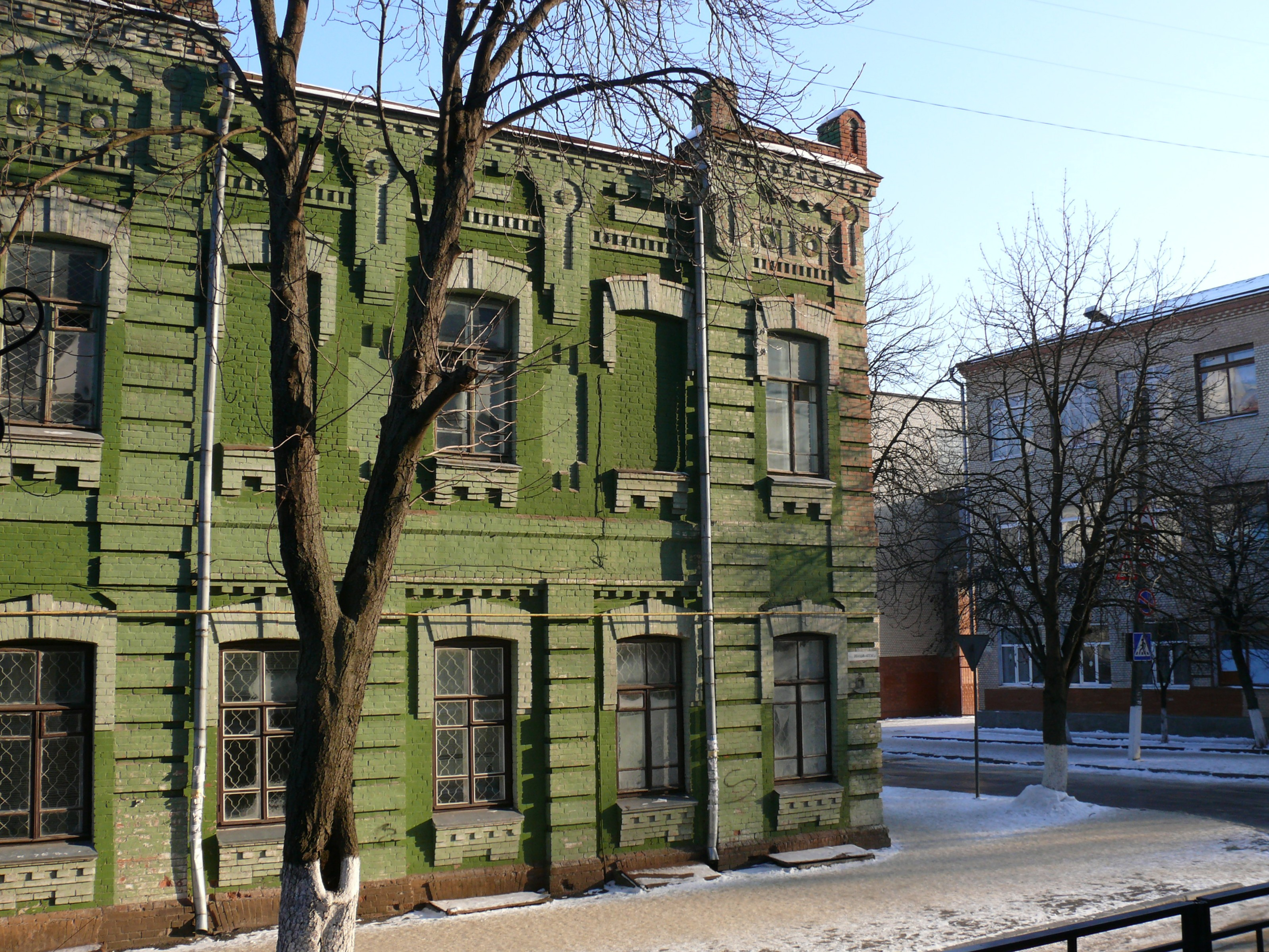
Будинок Миколи Сікори, західний фасад

Будинок — цікавий зразок міської житлової забудови кінця XIX ст., зберігся дотепер майже без змін та має архітектурну цінність завдяки своєму цегляному муруванню.
Двоповерховий, цегляний, пофарбований, у плані прямокутний, більш видовженим боком виходить на вул. Пилипчука. Виконаний у цегляному стилі. Загальна композиція фасадів симетрична, з двома бічними розкріповками, які увінчані прямокутними аттиками з парними цегляними стовпчиками. Фасади оздоблені деталями, виконаними за допомогою цегляного мурування, декор яких підкреслено пофарбуванням.

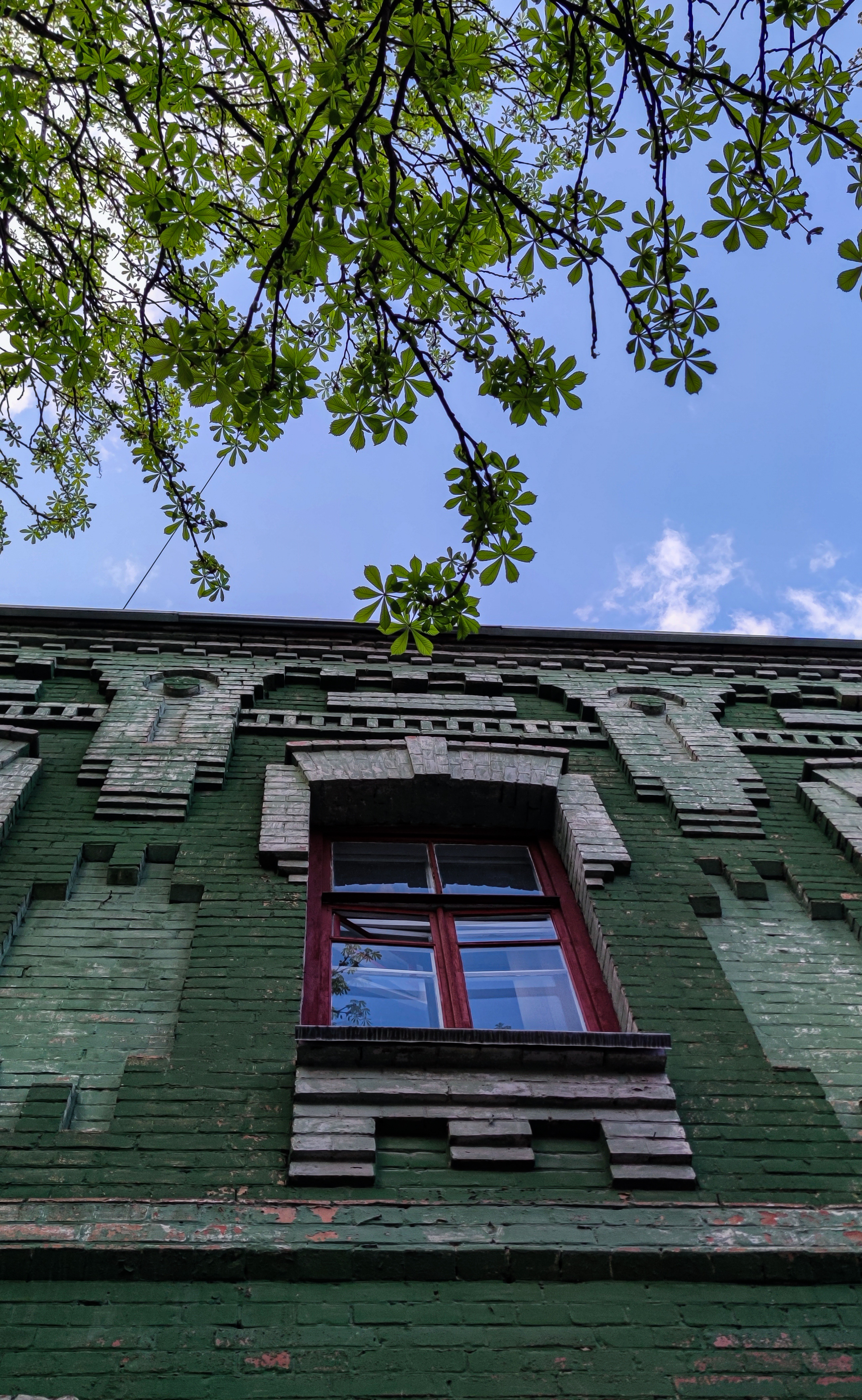
Особняк, де відбувся об'єднаний пленум Проскурівської і Гречанської організацій КП(б)У (мур.), Хмельницький, вул. Пилипчука, 1